# 多鱗奈氏鱈
多鱗奈氏鱈（学名：Nezumia polylepis）為輻鰭魚綱鱈形目鼠尾鱈科的其中一種，分布於印度洋孟加拉灣、桑吉巴海域，屬深海底棲性魚類，深度353-786公尺，體長可達14.3公分，棲息在底層水域，生活習性不明。
其种加词“polylepis”意为“多鳞的”。